# Колледж Иисуса (Кембридж)
Колледж Иисуса (англ. Jesus College) — один из 31 колледжей Кембриджского университета в Великобритании. Основан в 1496 году.

## Известные выпускники
- Винникотт, Дональд Вудс — британский педиатр и детский психоаналитик, автор арт-терапевтической техники «Игра в каракули»
- Вуд, Робин — британский и канадский киновед
- Кольридж, Сэмюэл Тейлор —  английский поэт-романтик, критик и философ, представитель «озёрной школы»
- Коттон, Роберт — английский библиофил и антикварий, создавший крупнейшее частное книжное собрание своего времени, из которого в 1753 году родился рукописный отдел Британского музея, позднее выделившийся в Британскую библиотеку
- Кранмер, Томас — один из отцов английской Реформации, архиепископ Кентерберийский (1533—1555)
- Ливен, Анатоль — британский политолог, писатель, журналист, историк
- Митчелл, Питер Деннис — английский биохимик, лауреат Нобелевской премии по химии (1978)
- Смэтс, Ян Христиан — южноафриканский государственный и военный деятель, премьер-министр Южно-Африканского Союза (1919—1924, 1939—1948), Фельдмаршал (1941), философ, один из основателей философского течения современного холизма.
- Стерн, Лоренс — английский писатель, священник, автор опубликованных многочисленных проповедей
- Флемстид, Джон — английский астроном, основатель и первый директор Гринвичской обсерватории (с 1675 года)
- Хаттон, Мэттью — 85-й архиепископ Кентерберийский (1757—1758)
- Херринг, Томас — 84-й архиепископ Кентерберийский (1747—1757)